# Protocolo de Río de Janeiro (1934)
El Protocolo de Río de Janeiro o Protocolo de Amistad y Cooperación entre la República de Colombia y la República del Perú fue un acuerdo firmado el 24 de mayo de 1934, con el objetivo de terminar la guerra entre ambos países y concluir definitivamente su conflicto limítrofe.

## Conflicto colombo-peruano

### Disputa entre la Gran Colombia y el Perú
La disputa entre Colombia y el Perú por la soberanía de la cuenca del Amazonas se remonta a la época de la independencia. La Gran Colombia se enfrentó en una guerra con el Perú por una controversia limítrofe en la zona de Tumbes, Jaén y Maynas. El Tratado de Guayaquil puso fin a la campaña militar pero, gracias a la posterior disolución de la Gran Colombia, no tuvo cumplimiento. Por ese motivo, la cuestión limítrofe quedó subsistente.

### Negociaciones entre Colombia y el Perú
Las negociaciones directas y continuas entre Colombia y el Perú recién inician en 1894. Hasta ese momento, la discusión solamente atañía a este último y al [Ecuador]. Ese año, se iniciaron las negociaciones tripartitas, que no dieron resultado. Las zonas en litigio entre Colombia y el Perú eran principalmente las cuencas del Caquetá y el Putumayo. Los intentos de colonización de ambos países desembocaron en choques armados, siendo el más recordado el de La Pedrera, en 1911. Los dos países intentaron la fórmula del arbitraje, sin llegar a un acuerdo sobre la persona del árbitro.

## Tratado Salomón-Lozano
Reiniciadas las gestiones, el 24 de marzo de 1922 se llegó a un acuerdo directo en Lima, obra de los plenipotenciarios Fabio Lozano Torrijos (representando a Colombia) y Alberto Salomón Osorio (representando al Perú). Se señaló como límite el río Putumayo, excepto en una franja conocida como trapecio amazónico, bajo soberanía de Colombia.

La línea de frontera entre la República Peruana y la República de Colombia queda acordada, convenida y fijada en los términos que en seguida se expresan: Desde el punto en que el meridiano de la boca del río Cuhimbé en el Putumayo corta al río San Miguel o Sucumbíos, sube por ese mismo meridiano hasta dicha boca del Cuhimbé; de allí por el río Putumayo hasta la confluencia del río Yaguas; sigue por una línea recta que de esta confluencia va al río Atacuari en el Amazonas y de allí por el río Amazonas hasta el límite entre Perú y Brasil establecido en el Tratado Perú-Brasileño de 23 de octubre de 1851.

## Guerra colombo-peruana
El 1 de septiembre de 1932, un grupo de 48 ciudadanos peruanos de Loreto irrumpieron en la pequeña ciudad de Leticia para reclamarla como peruana, expulsando a las autoridades colombianas y enviándolas al Brasil. Este acto, en un inicio considerado como un problema doméstico, fue el que dio origen a la guerra colombo-peruana. Los enfrentamientos se sucedieron a lo largo del río Putumayo y el trapecio amazónico, recordándose choques como el combate de Tarapacá del 14 de febrero y el 26 de marzo de 1933 el combate de Güepí, ya para el 23 de mayo de 1933, se firmó en Ginebra el acuerdo diplomático que ponía fin a las acciones militares. El ejército peruano desocupó Leticia un mes después al igual el ejército de Colombia devolvía Güepí al Perú.

## Las negociaciones (1933-1934)

### Primera etapa
El 24 de octubre de 1933 se reunió la comisión destinada para arreglar la disputa colombo-peruana, que fue instalada por el canciller brasileño Afrânio de Melo Franco. La parte peruana estaba conformada por Víctor M. Maúrtua, Ventura García Calderón, Víctor Andrés Belaúnde, Alberto Ulloa Sotomayor y Raúl Porras Barrenechea. La delegación colombiana, por Roberto Urdaneta Arbeláez, Luis Cano Villegas y Guillermo Valencia Castillo.
El 31 de octubre sucedió la segunda reunión entre la delegación peruana y la colombiana. En ella, se trató sobre el método que se debía adoptar en las negociaciones, debido a que la representación colombiana sostenía que correspondía a la peruana presentar lo que consideraba problemas pendiente para estudiar las posibles soluciones. Por el contrario, la comisión peruana afirmaba que ambas partes debían presentar memorandos que expresaran sus puntos de vista. Se designó a los jefes de ambas representaciones para buscar una solución, además de convenirse una serie de comunicaciones informarles, hasta que fuera necesario otro procedimiento para constar los puntos de acuerdo y divergencia. En las conversaciones de los jefes, se acordó adoptar una agenda común, por lo que las dos delegaciones presentarían memorandos. Sin embargo, ante las diferencias irreconciliables entre ambas notas, se resolvió prescindir de estas.
Ambas partes se reunirían nuevamente los días 28 de noviembre y 1, 4 y 18 de diciembre. En las sesiones, la delegación peruana expuso el incumplimiento de Colombia al tratado Salomón-Lozano, al no entregar al Perú el triángulo San Miguel-Sucumbíos (que había sido cedida a cambio del trapecio de Leticia); la impracticabilidad del tratado; y los inconvenientes económicos, geográficos e históricos de la línea trazada por el tratado de 1922. Finalmente, la parte peruana concluyó que la única solución posible era el cambio de frontera, con la suerte de que el triángulo volviera a Colombia y el trapecio, al Perú.
La conclusión peruana fue rechazada por la comisión colombiana, indicando que la Conferencia realizada no discutía el tratado Salomón-Lozano y que no existía alguna cuestión territorial para el cambio de frontera. Además, señalaba que la solución para las observaciones hechas por el Perú era suscribir una serie de acuerdos de navegación y comercio en el Putumayo y el Amazonas. La delegación peruana rechazó estos convenios los cuales eran, en su opinión, carentes de importancia.
Ante la negativa colombiana de discutir el problema de Sucumbíos, la parte peruana sugirió que las discusiones sean resultas en un arbitraje de equidad constituido ad hoc. Nuevamente, la propuesta peruana fue rechazada, sugiriendo los colombianos que, para cualquier problema jurídico, había que recurrir a la Corte Permanente de Justicia Internacional de La Haya. La parte peruana rechazó esa idea, afirmando que un tribunal era inadecuado para resolver el problema, insistiendo en el arbitraje.

### Segunda etapa
El 20 de febrero de 1934, regresó a Río de Janeiro el canciller brasileño Melo Franco y se reunió con los jefes de ambas partes para buscar una solución, debido a que las negociaciones estaban estancadas. Ambas partes presentaron formalmente memorandos, en los cuales ilustraban sus posiciones en ese momento.
Las negociaciones continuaron, insistiendo la posición peruana en varios canjes de territorios, siendo todos rechazados por la delegación colombiana. En esos momentos, estaba próximo a vencerse el plazo para la administración de Leticia por parte la Sociedad de Naciones, por lo que la parte peruana solicitó una prórroga, solicitud que también rechazada por la delegación colombiana. Ante esto, la posición peruana propuso una comisión mixta para la administración de Leticia, proposición también rechazada.

### Tercera etapa
La delegación peruana siguió insistiendo en una comisión mixta para Leticia. Poco a poco, se dejó a un lado el canje de territorios. La mediación del canciller brasileño fue fundamental para que ambas partes llegaran a un acuerdo en Río de Janeiro. Los puntos divergentes entre las dos partes se fueron liquidando, hasta que en mayo de 1934 se llegó a un acuerdo definitivo.

## El protocolo
El Protocolo de Amistad y Cooperación entre la República de Colombia y la República del Perú fue firmado el 24 de mayo de 1934, ratificando el tratado Salomón-Lozano, aún hoy en día vigente y aceptado por ambas partes.

El Tratado de Límites de 24 de marzo de 1922, ratificado el 23 de enero de 1928, constituye uno de los vínculos jurídicos que unen a Colombia y al Perú, y no podrá ser modificado o afectado sino por mutuo consentimiento de las partes o por decisión de la Justicia Internacional.

## La cuestión peruano-ecuatoriana
El Perú invitó al Ecuador a empezar negociaciones con el objeto de liquidar la cuestión de límites pendientes entre los dos países; pero este se negó. Este país era parte interesada en la disputa entre Colombia y el Perú, no solo por la contigüidad territorial, sino también porque había una zona que los tres países se adjudicaban. El Congreso ecuatoriano declaró que no reconocería la validez de los arreglos entre sus dos vecinos.